# Idenu-em-per
Idenu-em-per (auch Wab-en-hat) war die altägyptische Bezeichnung des Stellvertreters eines Hohepriesters. Der Titel erhielt ergänzend den Namen des jeweiligen Gottes, dem der Priester diente.